# 川瀬晃
川瀬 晃（かわせ ひかる、1997年9月15日 - ）は、大分県大分市出身のプロ野球選手（内野手）。右投左打。福岡ソフトバンクホークス所属。
弟はオリックス・バファローズ投手の川瀬堅斗。

## 経歴

### プロ入り前
大分市立賀来小中学校から軟式野球を始め、賀来ヤンキースに在籍する。
大分商業高校に進学、同学年に森下暢仁がおり、入学当初は川瀬が投手で森下が遊撃手、あるいはその逆ということもあった。第95回全国高等学校野球選手権大会では、森下や後にプロでもチームメイトとなる1年先輩の2年生エース笠谷俊介とともに、1年生ながら控えとしてベンチ入りしたが、試合出場機会はなかった。2年生からは投手と兼任で二塁手のレギュラーを獲得。笠谷がチームを退いた後はキャプテンに指名され、遊撃手と投手との兼任で森下とライバル関係であった。甲子園の出場は1年生の夏だけで、2年・3年生時ともに大分県予選で敗退。
2015年10月22日に行われたプロ野球ドラフト会議で福岡ソフトバンクホークスから6位指名を受け、同年11月19日に契約金3000万円、年俸480万円で契約合意に達し、入団した。背番号は00。

### プロ入り後
2016年は、宮崎春季キャンプ前の1月5日、ランニング中に転倒した際の左手の骨折で、同月4日に福岡市内の病院で「左手舟状骨の観血的骨接合術（経皮的スクリュー固定）」を受けたと発表された。二軍公式戦において30試合に出場し打率.160、三軍戦では58試合に出場、打率.269の成績を残す。
2017年は、一軍公式戦の出場機会は得られなかったが、二軍のレギュラーとして定着し、二軍公式戦において81試合に出場し、打率.241、15打点の成績を残す。三軍戦においては、33試合に出場し、打率.275、8打点だった。オフの10月19日、11月25日から台湾で開催された2017アジアウインターベースボールリーグに、NPBウエスタン選抜として出場した。
2018年は、5月23日の対埼玉西武ライオンズ戦（福岡 ヤフオク!ドーム）において「9番・遊撃手」として一軍公式戦初出場を初先発で飾り、翌24日の同カードで初安打を記録すると、6月19日のセ・パ交流戦、対東京ヤクルトスワローズ戦では、右前2点適時打で初打点を挙げた。最終的にレギュラーシーズンは一軍公式戦で13試合に出場した。日本シリーズでは、出場資格者名簿に登録されたが出場機会は得られなかった。シーズンオフの11月19日、70万円アップの550万円（金額は推定）でサインした。
2019年は、5月26日に一軍昇格を果たし、6月4日のセ・パ交流戦、対中日ドラゴンズ戦において先発出場し、適時打を記録する。一軍公式戦では主に守備や代走の途中出場で29試合に出場した。
2020年は、7月15日に一軍昇格を果たした。しかし、打撃は不調で8月20日の対ロッテ戦（ZOZOマリンスタジアム）でシーズン初安打となる二塁打を放つまで、16打数0安打だった。また、8月11日の対オリックス戦（福岡PayPayドーム）の5回の守備で2つのエラーを犯し、この影響でこの回6失点し、一時逆転された。この試合は、柳田悠岐の再逆転となる本塁打でソフトバンクが勝利した。自身のエラーに起因する逆転負けを経験している柳田は川瀬を慮り、「おまえは悪くない。（投げていた）千賀が悪いんだ」と声をかけたことをヒーローインタビューで語った。すると、14日後の8月25日の同じ状況（対オリックス、先発：千賀滉大、相手先発：山本由伸、福岡PayPayドーム）の試合で、8回に試合を決定づける2点適時打（シーズン初打点）を放つなど、3打数2安打1四球の活躍でリベンジを果たし、勝利投手となった千賀と共にヒーローインタビューに選ばれた。10月27日の対ロッテ戦（福岡PayPayドーム）、5回先頭打者として石川歩から二塁打を放ち、その後の中村晃の犠牲フライで本塁に生還し先制した。結果としてこれが決勝点となり、チームは3年ぶりのリーグ優勝を果たした。巨人との日本シリーズでは、第1戦・9回に遊撃手として守備につきシリーズ初出場を果たした。第2戦・9回無死一・二塁の場面のシリーズ初打席で中前安打を放った。
2021年、9月20日の対東北楽天ゴールデンイーグルスでは先発起用で自身初の3安打の猛打賞を記録する。しかし牧原大成や周東佑京の離脱により、一軍昇格しながらも抹消を繰り返し、21試合の出場に留まった。
2022年、開幕一軍はならなかったが、4月7日に柳田悠岐の離脱を受けて一軍昇格。5月25日のセ・パ交流戦、対横浜DeNAベイスターズ戦で先発起用されるも、6月18日には登録抹消される。しかし主力選手の相次ぐ新型コロナウイルス陽性での離脱で6月27日に再昇格すると、7月18日の対千葉ロッテ戦では決勝の2点二塁打を放つ。8月18日にコロナウィルス陽性で離脱するが、9月3日に再昇格。9月12日の対埼玉西武戦では7回から守備で出場し、2点二塁打を記録した。クライマックスシリーズでは、途中出場ながらファイナルステージ第4戦前まで4打数4安打の活躍でチームに貢献した。シーズンは、一軍昇格と抹消を繰り返しながらも、自己最多の73試合に出場。打率.278、11打点、2盗塁の成績を残した。
2023年、自身初の開幕一軍を果たす。気迫あふれるプレーでチームを鼓舞。5月21日ペイペイドームでの西武戦にて同年初のお立ち台に上がった。川瀬は5回二死満塁で意表を突くセーフティーバントを試み、内野安打で追加点を挙げた。「このチームはスーパースターばかりだけど、一人くらい地味な選手がいてもいい。泥くさくやります」と笑みを浮かべた。今宮健太が体調不良のため離脱後は遊撃での先発起用もあったが、交流戦期間中の6月4日の対広島戦の試合で、セーフティーバントを仕掛け、一塁ベースを駆け抜けようとした際に相手一塁手と交錯。病院での診断の結果、内側広筋筋挫傷であったことが同月6日に発表され、この日から筑後市のファーム施設で行われているリハビリ組に合流した。競技復帰まで2〜3週間とされていた中、負傷から6日後の10日の三軍戦で実戦復帰。14日の二軍戦後に小久保監督に昇格を告げられ、15日朝に一軍が神宮でのヤクルト戦のため滞在している東京入り。朝6時に起きていきなり5時間近い長時間ゲームとなった中で、1点を追う6回一死一・二塁で代打で登場し、復帰初打席を迎える。木澤尚文の高めの初球を左前に落とし、同点とわずか1球で大きな仕事をした。その後は一軍に帯同を続けると、9月から調子を上げて先発起用が増加する。9月以降は55打数18安打の打率.327と結果を残した。シーズン通算では打率こそ.236にとどまったものの、自己最多の102試合へ出場し、飛躍の一年となった。シーズンオフに大幅アップとなる1000万円増の年俸2700万円（推定）で契約を更改した。契約更改の際に球団に背番号を0に変更することを希望していたが、12月13日に川瀬の要望通り0に変更されることが発表された。
2024年、新名称「みずほPayPayドーム福岡」の初戦となった4月27日の西武戦で10回増田達至からサヨナラ適時打を放った。9月13日の対オリックス戦では8回表に代打出場し、弟・堅斗との初対決が実現。二ゴロに打ち取られた。堅斗との対戦を振り返り、「夜に毎日キャッチボールしていた弟とまさかこういう舞台で対決できるとは思ってなかった。夢のような時間というのは、こういうものなのかなと思いました」と語っている。同年は初めて1度も二軍に落ちることなく自己最多の105試合に出場し、打率.261、0本塁打、7打点を記録。守備固めだけではなく、一塁、二塁、三塁、遊撃のいずれでも先発起用され、4年ぶりのリーグ優勝に貢献した。北海道日本ハムファイターズとのクライマックスシリーズでは10月16日の初戦で「2番・二塁手」でCS初スタメン、シーズン中は19打数7安打と好相性を誇った伊藤大海に対し、この試合でも2安打を放ち、1-1の同点に追いつかれた3回一死一・三塁の場面で松本剛の打球をダイビングキャッチし、二ゴロ併殺でピンチを凌ぎ、小久保裕紀監督からも「今日はなんと言っても川瀬晃じゃないですかね」と絶賛された。12月20日、1100万円増となる推定年俸3800万円で契約を更改した。
2025年、5月2日の対ロッテ戦では、5連敗中のチームが9回裏1-3とリードされロッテ抑え益田直也に二死無走者に追い込まれた後、3連打で1点差に迫り死球で満塁となった場面で笹川吉康の代打として登場、左翼越えの逆転サヨナラ二塁打を放ち連敗を止めた。同月20日の対日本ハム戦（エスコンフィールドHOKKAIDO）では、2-2で迎えた6回表先頭打者の場面、試合前までの時点でポストシーズンを含めて通算36打数14安打、打率.389の好相性だった日本ハム先発伊藤大海からプロ公式戦初となる右越ソロ本塁打を放ちこれが決勝打、チームのシーズン初の貯金1に貢献した。

## 選手としての特徴
粘り強い打撃と内野の全ポジションを堅実にこなす守備力が持ち味。
高校時代、投手としては最速143km/hのストレートを投げ、制球も良かったため、一塁から遠い遊撃守備における送球も安定している。

## 人物
愛称はムネリン2世。また、童顔であることからファンからは植田まさしのマンガのキャラクターであるコボちゃんの愛称でも親しまれている。
2021年9月に一般女性との結婚を報告した。
2022年4月7日、同月6日に第一子である女児が誕生したと発表された。

## 詳細情報

### 年度別打撃成績
| 年 度     | 球 団        | 試 合 | 打 席 | 打 数 | 得 点 | 安 打 | 二 塁 打 | 三 塁 打 | 本 塁 打 | 塁 打 | 打 点 | 盗 塁 | 盗 塁 死 | 犠 打 | 犠 飛 | 四 球 | 敬 遠 | 死 球 | 三 振 | 併 殺 打 | 打 率 | 出 塁 率 | 長 打 率 | O P S |
| --------- | ------------ | ----- | ----- | ----- | ----- | ----- | -------- | -------- | -------- | ----- | ----- | ----- | -------- | ----- | ----- | ----- | ----- | ----- | ----- | -------- | ----- | -------- | -------- | ----- |
| 2018      | ソフトバンク | 13    | 36    | 32    | 3     | 6     | 1        | 0        | 0        | 7     | 2     | 1     | 0        | 2     | 0     | 2     | 0     | 0     | 9     | 2        | .188  | .235     | .219     | .454  |
| 2019      | ソフトバンク | 29    | 37    | 34    | 1     | 6     | 0        | 0        | 0        | 6     | 1     | 1     | 1        | 2     | 0     | 1     | 0     | 0     | 5     | 1        | .176  | .200     | .176     | .376  |
| 2020      | ソフトバンク | 70    | 164   | 141   | 12    | 27    | 6        | 1        | 0        | 35    | 10    | 2     | 1        | 10    | 1     | 11    | 0     | 1     | 26    | 0        | .191  | .253     | .248     | .501  |
| 2021      | ソフトバンク | 21    | 30    | 27    | 2     | 5     | 0        | 0        | 0        | 5     | 0     | 1     | 0        | 1     | 0     | 2     | 0     | 0     | 9     | 0        | .185  | .241     | .185     | .427  |
| 2022      | ソフトバンク | 73    | 106   | 90    | 15    | 25    | 5        | 0        | 0        | 30    | 11    | 2     | 2        | 5     | 3     | 8     | 0     | 0     | 21    | 4        | .278  | .327     | .333     | .660  |
| 2023      | ソフトバンク | 102   | 208   | 178   | 25    | 42    | 7        | 3        | 0        | 55    | 15    | 2     | 2        | 18    | 1     | 9     | 1     | 2     | 23    | 3        | .236  | .279     | .309     | .588  |
| 2024      | ソフトバンク | 105   | 156   | 138   | 17    | 36    | 2        | 2        | 0        | 42    | 7     | 2     | 2        | 10    | 1     | 7     | 1     | 0     | 24    | 0        | .261  | .295     | .304     | .599  |
| 通算：7年 | 通算：7年    | 413   | 737   | 640   | 75    | 147   | 21       | 6        | 0        | 180   | 46    | 11    | 8        | 48    | 6     | 40    | 2     | 3     | 117   | 10       | .230  | .276     | .281     | .557  |

- 2024年度シーズン終了時

### 年度別守備成績
内野守備
| 年 度 | 球 団        | 一塁  | 一塁  | 一塁  | 一塁  | 一塁  | 一塁     | 二塁  | 二塁  | 二塁  | 二塁  | 二塁  | 二塁     | 三塁  | 三塁  | 三塁  | 三塁  | 三塁  | 三塁     | 遊撃  | 遊撃  | 遊撃  | 遊撃  | 遊撃  | 遊撃     |
| 年 度 | 球 団        | 試 合 | 刺 殺 | 補 殺 | 失 策 | 併 殺 | 守 備 率 | 試 合 | 刺 殺 | 補 殺 | 失 策 | 併 殺 | 守 備 率 | 試 合 | 刺 殺 | 補 殺 | 失 策 | 併 殺 | 守 備 率 | 試 合 | 刺 殺 | 補 殺 | 失 策 | 併 殺 | 守 備 率 |
| ----- | ------------ | ----- | ----- | ----- | ----- | ----- | -------- | ----- | ----- | ----- | ----- | ----- | -------- | ----- | ----- | ----- | ----- | ----- | -------- | ----- | ----- | ----- | ----- | ----- | -------- |
| 2018  | ソフトバンク | -     | -     | -     | -     | -     | -        | 6     | 11    | 12    | 1     | 4     | .958     | -     | -     | -     | -     | -     | -        | 7     | 9     | 17    | 0     | 2     | 1.000    |
| 2019  | ソフトバンク | -     | -     | -     | -     | -     | -        | 14    | 19    | 16    | 2     | 2     | .946     | -     | -     | -     | -     | -     | -        | 14    | 5     | 13    | 1     | 2     | .947     |
| 2020  | ソフトバンク | -     | -     | -     | -     | -     | -        | 10    | 3     | 15    | 2     | 2     | .900     | -     | -     | -     | -     | -     | -        | 62    | 68    | 125   | 3     | 32    | .985     |
| 2021  | ソフトバンク | -     | -     | -     | -     | -     | -        | 2     | 1     | 2     | 0     | 1     | 1.000    | 3     | 0     | 0     | 1     | 0     | .000     | 12    | 18    | 22    | 0     | 8     | 1.000    |
| 2022  | ソフトバンク | 24    | 43    | 3     | 1     | 1     | .979     | 15    | 9     | 14    | 1     | 2     | .958     | 23    | 11    | 16    | 1     | 0     | .964     | 13    | 7     | 31    | 0     | 5     | 1.000    |
| 2023  | ソフトバンク | 15    | 29    | 2     | 0     | 6     | 1.000    | 27    | 37    | 27    | 0     | 6     | 1.000    | 43    | 12    | 21    | 0     | 1     | 1.000    | 26    | 31    | 56    | 1     | 11    | .989     |
| 2024  | ソフトバンク | 21    | 46    | 3     | 0     | 2     | 1.000    | 34    | 21    | 28    | 1     | 4     | .980     | 6     | 0     | 12    | 0     | 2     | 1.000    | 41    | 36    | 50    | 0     | 11    | 1.000    |
| 通算  | 通算         | 60    | 118   | 8     | 1     | 9     | .992     | 108   | 101   | 114   | 7     | 21    | .968     | 75    | 23    | 49    | 2     | 3     | .973     | 175   | 174   | 314   | 5     | 71    | .990     |

外野守備
| 年 度 | 球 団        | 外野  | 外野  | 外野  | 外野  | 外野  | 外野     |
| 年 度 | 球 団        | 試 合 | 刺 殺 | 補 殺 | 失 策 | 併 殺 | 守 備 率 |
| ----- | ------------ | ----- | ----- | ----- | ----- | ----- | -------- |
| 2021  | ソフトバンク | 1     | 0     | 0     | 0     | 0     | ----     |
| 通算  | 通算         | 1     | 0     | 0     | 0     | 0     | ----     |

- 2024年度シーズン終了時

### 記録
初記録
- 初出場・初先発出場：2018年5月23日、対埼玉西武ライオンズ8回戦（福岡 ヤフオク!ドーム）、「9番・遊撃手」で先発出場
- 初打席：同上、2回裏に十亀剣から二併殺打
- 初安打：2018年5月24日、対埼玉西武ライオンズ9回戦（福岡 ヤフオク!ドーム）、2回裏にブライアン・ウルフから中前安打
- 初盗塁：2018年6月14日、対読売ジャイアンツ3回戦（福岡 ヤフオク!ドーム）、7回裏に二盗（投手：澤村拓一、捕手：小林誠司）
- 初打点：2018年6月19日、対東京ヤクルトスワローズ3回戦（明治神宮野球場）、2回表にデービッド・ブキャナンから右前2点適時打
- 初本塁打：2025年5月20日、対北海道日本ハムファイターズ6回戦（エスコンフィールドHOKKAIDO）、6回表に伊藤大海から右越ソロ[58]

### 背番号
- 00（2016年[9] - 2023年）
- 0（2024年[42] - ）

### 登場曲
- 「Let's Go HIKARU」下松翔（2022年 - ）
- 「太陽と埃の中で」ASKA（2023年 - ）